# Rhytiphora fraserensis
Rhytiphora fraserensis är en skalbaggsart som först beskrevs av Blackburn 1892.  Rhytiphora fraserensis ingår i släktet Rhytiphora och familjen långhorningar. Inga underarter finns listade i Catalogue of Life.